# Дневник доктора (телесериал)
«Дневник доктора» (нем. Doctor's Diary - Männer sind die beste Medizin) — немецкий телесериал 2008—2011 годов о девушке-хирурге Гретхен Хазе. Существует российская адаптация первого сезона «Дневник доктора Зайцевой», развившаяся в самостоятельный сериал.

## Сюжет

### 1 сезон
Обаятельная 30-летняя девушка Гретхен Хазе после краха личной жизни возвращается в дом своих родителей. Отец — главврач, мать — домохозяйка. Пытаясь убежать от проблем и комплексов насчёт лишнего веса, Гретхен устраивается в отцовскую больницу в качестве ассистентки заведующего хирургией. Она решает забыть о мужчинах и начать думать только о карьере, но не всё так просто, ведь новый шеф — это не кто иной, как красавчик Марк Майер, первая любовь Гретхен ещё со школьной скамьи. Мужчина с первых же дней пытается затащить свою ассистентку в постель. С другой стороны, очаровательный гинеколог, отец-одиночка доктор Мехди Каан тоже не теряет интереса к новой коллеге. Гретхен теряется в «богатстве выбора» и пытается думать лишь о работе, но получается не очень хорошо.

### 2 сезон
Гретхен переживает очередную драму: Мехди выбрал вместо отношений с ней заботу о жене-инвалиде, вышедшей из комы. Марк женится на медсестре Габи Крагенофф, которая всё-таки добилась своего, пусть и с помощью шантажа. Маргарита всеми силами пытается вытащить Марка из этой передряги. Но тут героиню ждёт подарок судьбы: встреча с миллионером, неким Алексисом фон Буреном, который к тому же оказался довольно обаятельным. Так кого же выбрать простой девушке-врачу, чтобы наконец стать счастливой?

### 3 сезон
Гретхен наконец-то счастлива: она вышла замуж. Не каждый день ведь становишься женой миллионера. Но её терзают сомнения: того ли она выбрала? Габи, переживая личную трагедию из-за потери ребёнка, находит способ улучшить свою жизнь. В очередной раз она приступает к шантажу. Но на этот раз жертвой становится Алексис, который боится, что кто-то узнает его страшную тайну. Мехди уже не пытается вернуть Гретхен, а просто грустит в стороне из-за того, что любимая больше не с ним. А Марк наконец разбирается в себе и понимает, что на самом деле любит Гретхен и хочет быть лишь с ней одной.

## В ролях
| Актёр              | Роль                           |
| ------------------ | ------------------------------ |
| Диана Амфт         | доктор Маргарет «Гретхен» Хазе |
| Петер Прагер       | доктор Франц Хазе              |
| Урсела Монн        | Барбель Хазе                   |
| Флориан Давид Фитц | доктор Марк Майер              |
| Кай Шуманн         | доктор Мехди Каан              |
| Аннетта Штрассер   | медсестра Сабина Фёглер        |
| Лаура Оссвальд     | медсестра Габи Крагенофф       |
| Ша Ша Инчи Бюркле  | Гретхен Хазе (в детстве)       |
| Юлия Кошиц         | доктор Мария Хассманн          |
| Элиас ЭмБарек      | доктор Морис Кнехльсдофер      |
| Адель Нойхаузер    | Эльке Фишер мать Марка Майера  |
| Штеффен Грот       | Алексис фон Бурен              |

## Награды и номинации
- Adolf Grimme Awards (2009) — награда
- Bambi Awards (2009)
  - Лучший актёр — номинация
  - Лучшая актриса — номинация
- Bavarian TV Awards (2011) — номинация
- Bavarian TV Awards (2009)
  - Лучший сценарий (Bora Dagtekin) — награда
  - Лучшая актриса телесериала — награда (Диана Амфт)
- German Comedy Awards (2011) — номинация на лучший комедийный сериал
- Deutscher Fernsehpreis (2008) — награда в номинации «лучший телесериал»
- Jupiter Award
  - Лучшая германская актриса (2012) — награда (Диана Амфт)
  - Лучший германский актёр (2012) — номинация (Florian David Fitz)
- Телевизионный фестиваль в Монте-Карло
  - Лучшая актриса в комедийном сериале — «Золотая нимфа» (2010, Диана Амфт)
- Romy Gala (Австрия)
  - Любимый актёр/актриса в сериале — номинация (2009, Диана Амфт)
  - Любимый актёр/актриса в сериале — номинация (2010, Диана Амфт)
  - Любимый актёр/актриса в сериале — награда (2011, Диана Амфт)

## Музыка
- Bitter:Sweet — Dirty Laundry
- Leona Lewis — Bleeding Love
- Hurts — Wonderful Life
- Alicia Keys — A Woman’s Worth
- Kelly Clarkson — The Trouble With Love Is
- R.E.M. — At My Most Beautiful
- George Michael — Jesus To A Child
- Will Young — Light My Fire
- Katie Melua — Nine Million Bicycles
- Maria Mena — All This Time
- Dodgy — Good Enough
- Van Morrison — Brown Eyed Girl
- Marvin Gaye — Let’s Get It On
- James Brown — It’s a Man’s Man’s Man’s World
- Richard Sanderson — Reality
- Sade — By Your Side
- Sugababes — Too Lost in You
- Céline Dion — All by Myself
- Lionel Richie — Hello
- Elton John — Your Son
- Justin Timberlake — Rock Your Body
- Katy Perry — Teenage Dream
- Gossip — Heavy Cross
- Tom Jones & Mousse T. — Sex Bomb
- Jennifer Hudson — All Dressed in Love
- Sasha — Lucky Day
- Train — Hey, Soul Sister
- Corinne Bailey Rae — Put Your Records On
- Incognito — Don’t You Worry 'Bout A Thing
- Chaka Khan — I’m Every Woman
- Boney M. — Sunny
- Ten CC — I’m Not In Love
- Ten Sharp — You
- A-ha — Hunting High And Low
- Dina Carroll — Someone Like You
- Gravenhurst — Hourglass
- Kings Of Convenience — Live Long
- Ben Folds — Annie Waits
- The Bird And The Bee — How Deep Is Your Love
- Empire Of The Sun — We Are The People
- Coldplay - Viva La Vida